# So Cool
So Cool è il primo album discografico del gruppo musicale sudcoreano Sistar, pubblicato nel 2011 dall'etichetta discografica Starship Entertainment insieme a LOEN Entertainment.

## Il disco
Le promozioni per l'album iniziarono l'11 agosto 2011 nei programmi Music Bank, Show! Music Core, Inkigayo e M! Countdown. Assieme alla title track, fu scelto anche il brano "Girls Do It" per far parte delle loro performance, tuttavia esso fu ritenuto inadeguato e, per non creare polemiche, al suo posto fu eseguito "Hot Place". Il giorno dopo l'uscita dell'album, la Starship Entertainment apportò alcuni cambiamenti alla coreografia di "So Cool" per evitare controversie. Dopo un mese di promozioni, l'11 settembre, il gruppo vinse il primo premio Mutizen per la canzone "So Cool" al programma televisivo Inkigayo. Dal 23 al 25 settembre, le ragazze eseguirono una versione remix della title track. Le promozioni si conclusero il 2 ottobre.

## Tracce
1. Let's Get the Party Started – 1:07 (testo: Maboos – musica: Brave Brothers)
2. So Cool (쏘쿨) – 3:21 (Brave Brothers)
3. Girls Do It – 3:26 (Rovin)
4. Follow Me – 3:16 (Rovin)
5. New World – 3:22 (Rovin)
6. I Don't Want a Weak Man (약한 남자 싫어) – 3:00 (testo: Minfee – musica: Eliot Kennedy)
7. How Dare You (니까짓게) – 3:06 (Brave Brothers)
8. Over – 3:19 (Brave Brothers)
9. Oh Baby – 3:07 (Brave Brothers)
10. Shady Girl (가식걸) – 3:15 (Brave Brothers)
11. Push Push – 3:07 (Brave Brothers)
12. Ma Boy (Special Ver.) – 3:17 (Brave Brothers)

Durata totale: 36:43

## Formazione
- Bora – rapper
- Hyolyn – voce, rapper
- Soyou – voce
- Dasom – voce

## Classifiche

### Classifiche settimanali
| Classifica (2011) | Posizione massima |
| ----------------- | ----------------- |
| Corea del Sud     | 10                |

### Classifiche di fine anno
| Classifica (2011) | Posizione |
| ----------------- | --------- |
| Corea del Sud     | 84        |